# 中国驻乌拉圭大使列表
本列表为中華民國和中華人民共和國驻乌拉圭历任大使名录。

## 历任中国驻乌拉圭大使

### 中华民国驻乌拉圭公使（1957年－1962年）
1957年11月中华民国与乌拉圭建交，并开始派遣驻乌拉圭公使。1962年，驻乌拉圭公使馆升格为大使馆。
| 姓名   | 任命           | 到任          | 递交国书      | 免职           | 离任 | 外交衔级 | 外交职务     | 备注       | 备注 |
| ------ | -------------- | ------------- | ------------- | -------------- | ---- | -------- | ------------ | ---------- | ---- |
| 胡庆育 | 1957年11月25日 | 1958年1月16日 | 1958年1月17日 | 1958年9月28日  |      | 公使     | 特命全权公使 | 驻阿根廷兼 |      |
| 谭绍华 | 1958年9月29日  | 1959年2月16日 | 1959年2月18日 | 1959年11月28日 |      | 公使     | 特命全权公使 | 驻阿根廷兼 |      |
| 盛岳   | 1959年11月28日 | 1960年4月29日 | 1960年5月9日  | 1962年9月6日   |      | 公使     | 特命全权公使 |            |      |

### 中华民国驻乌拉圭大使（1962年－1988年）
1962年9月，中华民国驻乌拉圭公使馆升格为大使馆后，改派驻乌拉圭大使。1988年2月4日，中华民国与乌拉圭断交。
| 姓名   | 任命          | 到任           | 递交国书       | 免职           | 离任           | 外交衔级 | 外交职务     | 备注       | 备注 |
| ------ | ------------- | -------------- | -------------- | -------------- | -------------- | -------- | ------------ | ---------- | ---- |
| 盛岳   |               | 1962年7月5日   |                | 1962年12月11日 |                | 临时代办 | 公使         |            |      |
| 王之珍 | 1962年9月6日  | 1962年12月11日 | 1962年12月14日 | 1966年3月26日  |                | 大使     | 特命全权大使 | 驻阿根廷兼 |      |
| 胡世熙 | 1966年3月26日 | 1966年3月26日  | 1966年5月26日  | 1970年8月27日  | 1970年10月1日  | 大使     | 特命全权大使 |            |      |
| 李琴   | 1970年8月27日 | 1970年10月4日  | 1970年11月17日 | 1973年9月21日  | 1973年10月26日 | 大使     | 特命全权大使 |            |      |
| 陈雄飞 | 1973年9月21日 | 1973年11月10日 | 1973年11月28日 | 1981年5月30日  | 1981年6月30日  | 大使     | 特命全权大使 |            |      |
| 夏功权 | 1981年5月30日 | 1981年8月23日  | 1981年8月26日  | 1985年11月8日  | 1985年11月15日 | 大使     | 特命全权大使 |            |      |
| 王肇元 | 1985年11月8日 | 1985年11月25日 | 1985年11月28日 |                | 1988年2月      | 大使     | 特命全权大使 |            |      |

### 中华人民共和国驻乌拉圭大使（1988年至今）
1988年2月3日，中华人民共和国与乌拉圭建交，开始派遣驻乌拉圭大使。
| 姓名   | 任命           | 任命           | 到任           | 递交国书       | 免职           | 免职           | 离任          | 外交衔级 | 外交职务     | 备注                           |
| 姓名   | 全国人大常委会 | 主席           | 到任           | 递交国书       | 全国人大常委会 | 主席           | 离任          | 外交衔级 | 外交职务     | 备注                           |
| ------ | -------------- | -------------- | -------------- | -------------- | -------------- | -------------- | ------------- | -------- | ------------ | ------------------------------ |
| 张沙鹰 | 不適用         | 不適用         | 1988年3月14日  |                | 不適用         | 不適用         | 1988年8月1日  | 参赞     | 临时代办     | 筹备开馆                       |
| 杨许强 | 1988年7月1日   | 1988年7月26日  | 1988年8月1日   | 1988年8月8日   | 1992年12月28日 | 1993年4月15日  | 1993年3月     | 大使     | 特命全权大使 |                                |
| 谢汝茂 | 1992年12月28日 | 1993年4月15日  | 1993年5月      | 1993年6月3日   | 1996年7月5日   | 1996年11月12日 | 1996年9月     | 大使     | 特命全权大使 | 兼常驻拉丁美洲一体化协会观察员 |
| 汤铭新 | 1996年7月5日   | 1996年11月12日 | 1996年9月      | 1996年9月12日  | 1998年11月4日  | 1999年3月12日  | 1999年2月     | 大使     | 特命全权大使 | 兼常驻拉丁美洲一体化协会观察员 |
| 王珍   | 1998年11月4日  | 1999年3月12日  | 1999年2月      | 1999年3月25日  | 2000年4月29日  | 2000年8月25日  | 2000年4月     | 大使     | 特命全权大使 | 兼常驻拉丁美洲一体化协会观察员 |
| 霍淑珍 | 2000年4月29日  | 2000年8月25日  | 2000年8月      | 2000年8月24日  |                | 2003年1月29日  | 2002年12月    | 大使     | 特命全权大使 | 兼常驻拉丁美洲一体化协会观察员 |
| 王永占 |                | 2003年1月29日  | 2002年12月23日 | 2002年12月30日 | 2005年10月27日 | 2006年3月16日  | 2006年2月28日 | 大使     | 特命全权大使 | 兼常驻拉丁美洲一体化协会观察员 |
| 汪晓源 | 2005年10月27日 | 2006年3月16日  | 2006年3月17日  | 2006年3月30日  | 2007年6月29日  | 2007年8月23日  | 2007年6月     | 大使     | 特命全权大使 | 兼常驻拉丁美洲一体化协会观察员 |
| 李仲良 | 2007年8月30日  | 2007年12月6日  | 2007年11月28日 | 2007年12月13日 | 2010年6月25日  | 2010年10月25日 | 2010年10月    | 大使     | 特命全权大使 | 兼常驻拉丁美洲一体化协会观察员 |
| 屈生武 | 2010年6月25日  | 2010年10月25日 | 2010年11月14日 | 2010年11月23日 | 2012年10月26日 | 2013年3月13日  | 2013年2月     | 大使     | 特命全权大使 | 兼常驻拉丁美洲一体化协会观察员 |
| 严邦华 | 2012年10月26日 | 2013年3月13日  | 2013年3月20日  | 2013年3月21日  | 2015年8月29日  | 2015年12月11日 | 2015年11月    | 大使     | 特命全权大使 | 兼常驻拉丁美洲一体化协会观察员 |
| 董晓军 | 2015年8月29日  | 2015年12月11日 | 2015年12月22日 | 2015年12月30日 | 2017年12月27日 | 2018年4月2日   | 2018年2月     | 大使     | 特命全权大使 | 兼常驻拉丁美洲一体化协会观察员 |
| 王刚   | 2017年12月27日 | 2018年4月2日   | 2018年3月19日  | 2018年5月9日   |                | 2023年10月8日  | 2023年8月     | 大使     | 特命全权大使 | 兼常驻拉丁美洲一体化协会观察员 |
| 黄亚中 |                | 2023年10月8日  | 2023年9月16日  | 2023年9月25日  | 现任           |                |               | 大使     | 特命全权大使 | 兼常驻拉丁美洲一体化协会观察员 |